# Pristomerus bicinctus
Pristomerus bicinctus là một loài tò vò trong họ Ichneumonidae.